# Aubazat
Aubazat – miejscowość i gmina we Francji, w regionie Owernia-Rodan-Alpy, w departamencie Górna Loara.
Według danych na rok 1990 gminę zamieszkiwało 155 osób, a gęstość zaludnienia wynosiła 9 osób/km² (wśród 1310 gmin Owernii Aubazat plasuje się na 692. miejscu pod względem liczby ludności, natomiast pod względem powierzchni na miejscu 550.).